# 懷特普萊恩斯 (肯塔基州)
懷特普萊恩斯（英語：White Plains）是一個位於美國肯塔基州霍普金斯縣的城市。

## 地方資料
根據2020年美國人口普查的數據，懷特普萊恩斯的面積為8.62平方千米，當中陸地面積為8.42平方千米，而水域面積為0.20平方千米。當地共有人口829人，而人口密度為每平方千米96.17人。